# دوبرزانی
دوبرزانی (به لاتین: Dobrzany) یک شهر و گمینا در لهستان است که در گمینا دوبژانه واقع شده‌است. دوبرزانی ۵٫۳۴ کیلومتر مربع مساحت و ۲٬۴۲۰ نفر جمعیت دارد.